# Dekanat słupecki
Dekanat słupecki – jeden z 30 dekanatów archidiecezji gnieźnieńskiej. z siedzibą w Słupcy, należy do niego 9 parafii. Jego dziekanem od roku 2010 do 2015 był ks. kan. Hieronim Szczepaniak. Od 2015 roku funkcję tę sprawuje ks. Tomasz Ryś.
Dekanat od roku 2004 włączony do archidiecezji gnieźnieńskiej z diecezji włocławskiej.

## Parafie
- Parafia św. Jana Chrzciciela w Ciążeniu
- Parafia Podwyższenia Krzyża Świętego w Giewartowie
- Parafia św. Bartłomieja w Koszutach Małych
- Parafia Świętych Apostołów Piotra i Pawła w Kowalewie-Opactwie
- Parafia św. Mikołaja w Młodojewie
- Parafia św. Michała Archanioła w Samarzewie
- Parafia św. Wawrzyńca w Słupcy
- Parafia św. Leonarda w Słupcy
- Parafia bł. Michała Kozala Biskupa Męczennika w Słupcy

## Dziekani
- Kacper Kobyliński (1902-1913)[3]
- Hieronim Szczepaniak (2010-2015)[4]
- Tomasz Ryś (od 2015)[4]